# Claire McCarthy
Claire McCarthy (Sydney, ...) è una regista, sceneggiatrice, produttrice cinematografica e artista visiva australiana.

## Filmografia

### Regista e sceneggiatrice
- Skin (2006)
- Cross Life (2007)
- Sisters (2008)
- Little Hands (2011)

### Regista
- Sunshine (2006)
- Ofelia - Amore e morte (Ophelia) (2018)
- I Luminari - Il destino nelle stelle (The Luminaries) – miniserie TV, 6 puntate (2020)
- Domina – serie TV, episodi 1x01-1x02-1x03 (2021)
- The Colour Room (2021)